# Ōkami
Ōkami (大神, trad. lit: «Gran deïtat» o «gran esperit»; també significa «llop» si s'escriu com 狼) és un videojoc d'acció-aventura desenvolupat per Clover Studio i publicat per Capcom, que fou tret al mercat per a consola PlayStation 2 en 2006 al Japó i Estats Units, i en 2007 a Europa i Austràlia. Després del tancament de Clover, entre 2008 i 2009 es va treure una versió per Nintendo Wii desenvolupada per Ready at Dawn Studios, TOSE i Capcom, i a finals de 2012 Capcom estrenà una adaptació en alta definició per la PlayStation 3, que va produir en associació amb l'empresa japonesa independent HexaDrive.
El joc ha estat molt ben rebut per la crítica en ambdues plataformes donat el seu únic estil gràfic, mesclant els traços dels tradicionals dibuixos japonesos, un desenvolupament molt similar a The Legend of Zelda: Twilight Princess amb una bella trama basada en la llegenda del déu del Sol Amateratsu Omikami (d'aquí deriva Okami) i una banda sonora inconfusible que mescla les melodies populars amb l'èpica d'un joc d'aquestes proporcions.